# Henryk Jurgiel
Henryk Jurgiel (ur. 5 października 1930 w Pietrukach koło Miru, powiat nowogródzki, zm. 24 listopada 2022 w Piasecznie) – polski dyplomata i działacz partyjny, chargé d’affaires w Singapurze (1977–1979) i Grecji (1988–1989).

## Życiorys
Syn kołodzieja i sołtysa Wincentego oraz Antoniny, w dzieciństwie pomagał rodzicom w handlu i prowadzeniu gospodarstwa rolnego. Do 1939 uczył się w szkole powszechnej w Pietrukach, potem w szkole średniej w Zdzięciole. Wkrótce po zakończeniu II wojny światowej przeniósł się z rodziną na Ziemie Odzyskane do wsi Święte, uczył się w szkole w Środzie Śląskiej, a następnie w liceum prawno-administracyjnym we Wrocławiu. Odbył studia prawnicze na Uniwersytecie Wrocławskim (1954) i roczny kurs konsularno-dyplomatyczny (ok. 1955), pracując w wydziale planowania Przedsiębiorstwa Gastronomiczno-Handlowego „Konsumy”.
Został urzędnikiem Ministerstwa Spraw Zagranicznych i członkiem Polskiej Zjednoczonej Partii Robotniczej. W centrali resortu pracował m.in. w Wydziale Biuletynów przy Gabinecie Ministra, Wydziale Prawnym oraz Departamencie Konsularnym. Przebywając na placówkach, awansował od attaché konsularnego do I sekretarza i radcy. W latach 50. pracował w ambasadzie w Sztokholmie, w latach 60. w ambasadzie w Rangunie, a w latach 70. na placówce w Moskwie. W 1975 był doradcą ds. prawno-międzynarodowych w Polskiej Wojskowej Jednostce Specjalnej Doraźnych Sił Zbrojnych ONZ na Bliskim Wschodzie. Od października 1977 do stycznia 1979 chargé d’affaires ad interim PRL w Singapurze (podlegającym wówczas pod ambasadę w Dżakarcie). Później przebywał na placówce w Atenach, od lutego 1988 do lutego 1989 zajmował tam stanowisko chargé d’affaires ad interim. W 1990 przeszedł na emeryturę.
Od 1951 był żonaty, miał dwoje dzieci. 2 grudnia 2022 został pochowany na Cmentarzu Wojskowym na Powązkach.